# Oxytropis putoranica
Oxytropis putoranica är en ärtväxtart som beskrevs av M.M.Ivanova. Oxytropis putoranica ingår i släktet klovedlar, och familjen ärtväxter. Inga underarter finns listade i Catalogue of Life.